# Capcir (station)
Pour la région naturelle, voir Capcir.
Capcir ou l'Espace nordique du Capcir est un domaine de pistes de ski de fond situé dans les Pyrénées-Orientales en région Occitanie.

## Toponymie
Le nom de Capcir vient de la région historique et géographique du Capcir.